# Giovanni Battista Fonta
Giovanni Battista Fonta  (druga pol. 17. st.) bio je mletački graditelj. Najpoznatiji je po palači obitelji Bujovića, jednoj od najljepših baroknih palača na istočnoj obali Jadrana.
Nacrte za palaču napravio 1693. godine, a palača je sagrađena 1694. godine. Fontino ime nalazi se u latinskom zapisu na vanjskom zidu. Mletačka Republika darovala je palaču pomorcu i ratniku Vicku Bujoviću.